# Saki (mangá)
Saki (咲-Saki-) é um mangá japonês escrito e ilustrado por Ritz Kobayashi, foi publicado na Young Gangan da Square Enix, desde Junho de 2006 e foram agrupados em seis volumes encadernados no Japão. Foi feita uma adaptação para anime dirigida por Manabu Ono contendo 25 episódoios, foi exibida no japão entre abril e setembro de 2009 na TV Tokyo. A história gira em torno de uma estudande do primeiro ano colegial chamada Saki Miyanaga que é trazida para o mundo competitivo do mahjong.
Escrito e ilustrado por Ritz Kobayashi, o mangá Saki é serializado na revista Young Gangan desde 3 de fevereiro de 2006. Até julho de 2023, foram publicados 24 volumes. A Yen Press licenciou a série em inglês para distribuição digital.
O spin-off Saki Biyori foi serializado em Young Gangan (2011–2012) e Big Gangan (2011–2018), com sete volumes lançados até março de 2018. Já Saki Achiga-hen episode of Side-A, de Kobayashi e Aguri Igarashi, foi publicado em Shōnen Gangan (2011–2013) e retomado em 2020, com nove volumes publicados até setembro de 2022.
Outro spin-off, Side Story of Saki: Shinohayu the Dawn of Age, começou na Big Gangan em setembro de 2013 e tem 16 volumes lançados até julho de 2023. O spin-off Toki, de Meki Meki, iniciou na mesma revista em junho de 2016, com dez volumes publicados até julho de 2023.

## Enredo
Miyanaga Saki, uma estudante de primeiro ano da escola secundária, odiava mahjong pelo fato de seus parentes a forçarem a jogar, e, se ela ganhasse ou perdesse acaba sendo castigada; devido à isso, aprendeu a manter sua pontuação sempre zero, consequentemente, não ganharia nem perderia, e tal habilidade é dita como mais difícil do que vencer o jogo. Porém, certo dia ela é convidada por seu amigo Kyōtarō para visitar o pequeno grupo de mahjong apesar de Saki apresentar relutância, acaba concordando em jogar uma partida onde é descoberta sua habilidade de manipular sua própria pontuação para zero. Por fim, acaba se tornando membro permanente do grupo, passando a gostar mais do jogo e indo para o torneio regional de mahjong com o objetivo de chegar ao nacional, o que promete para Nodoka.

## Personagens
Saki Miyanaga (宮永 咲, Miyanaga Saki)
seiyuu: Kana Ueda
Saki é a personagem principal da história, assim como seu nome é a origem do título. Seus pais são separados e ela vive sozinha com seu pai; enquanto sua mãe e sua irmã vivem em Tokyo, inicialmente, seu plano principal em ir para o campeonato nacional de mahjong é para ver sua irmã novamente, que é famosa por ser uma das jogadoras de mais alta classe no nível da escola secundária.
Uma de suas marcantes habilidades com mahjong é o fato de conseguir sempre manipular seu resultado para zero, foi obrigada a desonvolvê-la quando jogava com sua família, uma vez que era sempre castigada caso ganhasse ou perdesse. Jogando seriamente, sua especialidade é o rinshan kaihō (Quando um jogador declara uma quadra e tem que tirar uma pedra suplementar do muro morto e manter as pedras na mão que devem se completar).
Nodoka Haramura (原村 和, Haramura Nodoka)
seiyuu: Ami Koshimizu
Nodoka é uma estudante da mesma classe e série que Saki e também membro do grupo de mahjong. Ela foi a campeã do ano anterior do campeonato nacional do ensino fundamental na categoria individual. Nodoka frequentemente carrega um boneco de pelúcia em forma de um pinguim, afetuosamente nomeado Etopen, usado para acalmá-la quando jogando mahjong. Toda sua habilidade com o jogo veio de um extenso treinamento com mahjong online, e por isso, ao jogá-lo realmente, tenta ver como se fosse digitalmente, ignorando a presença dos jogadores. É apelidade de Nodocchi (のどっち, Nodocchi) devido ao seu estilo de jogo rápido e eficiente, conseguindo pontos o mais rápido possível, curiosamente também é o nome que usava quando jogava online.